# Estación de Sevilla (Metro de Madrid)

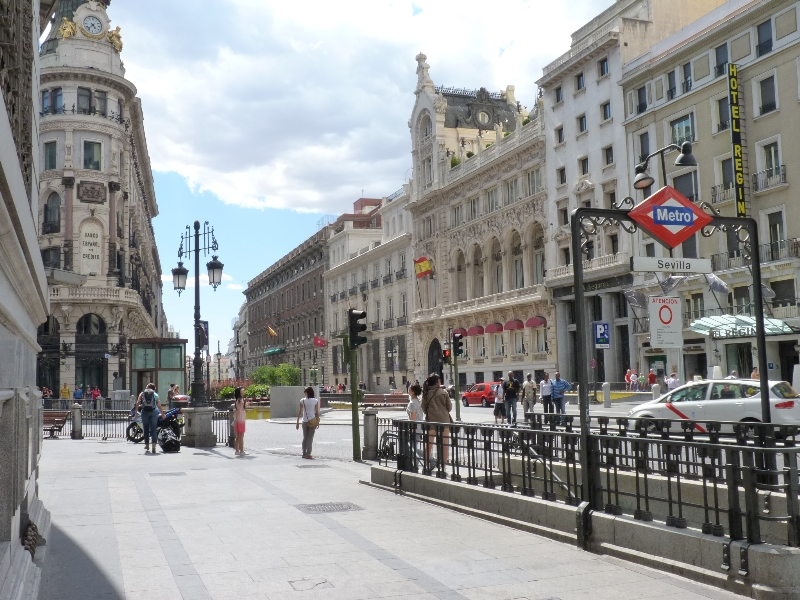
Antiguo acceso en la acera de los pares de la calle Alcalá

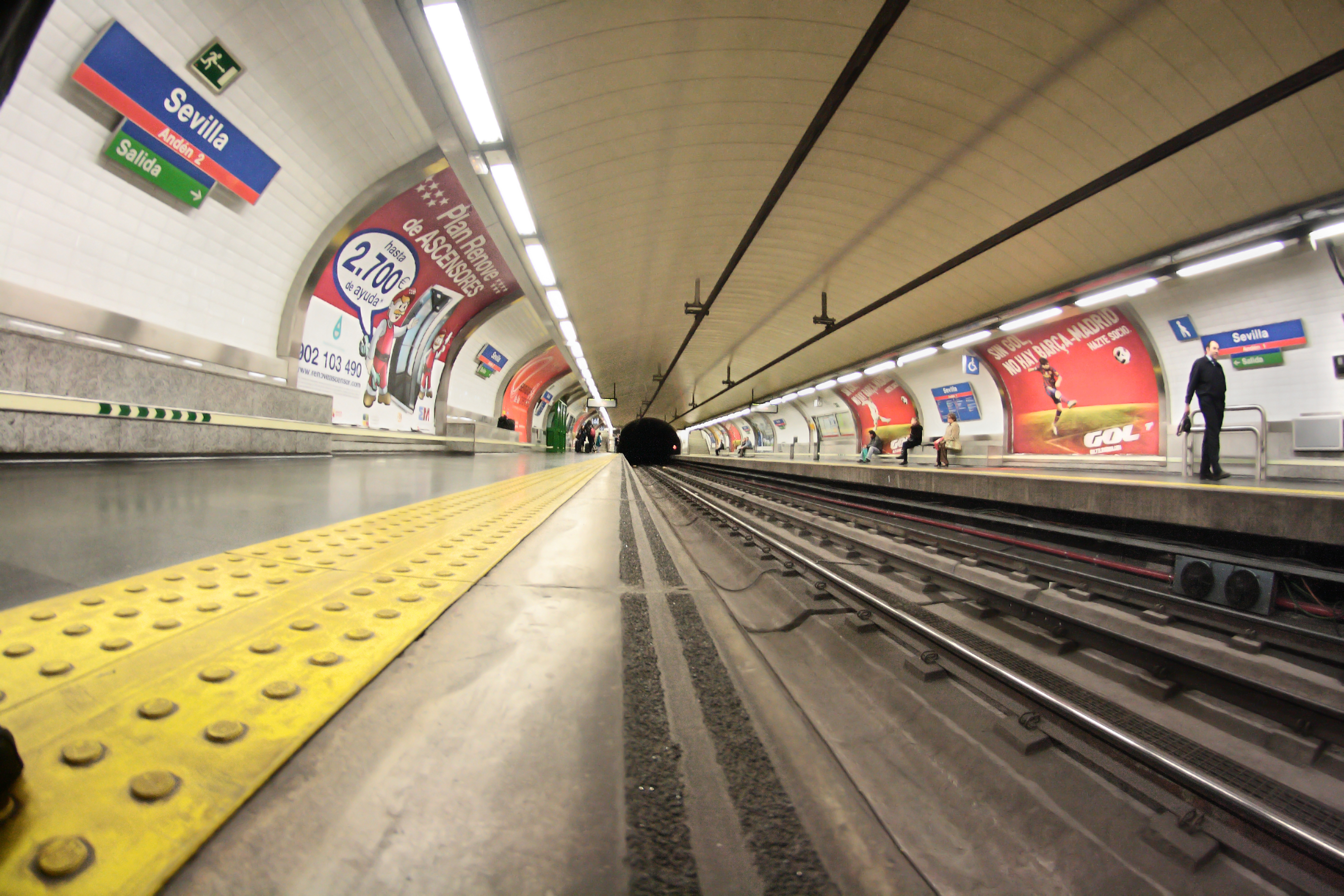
Aspecto antes de la remodelación realizada entre 2018 y 2019.

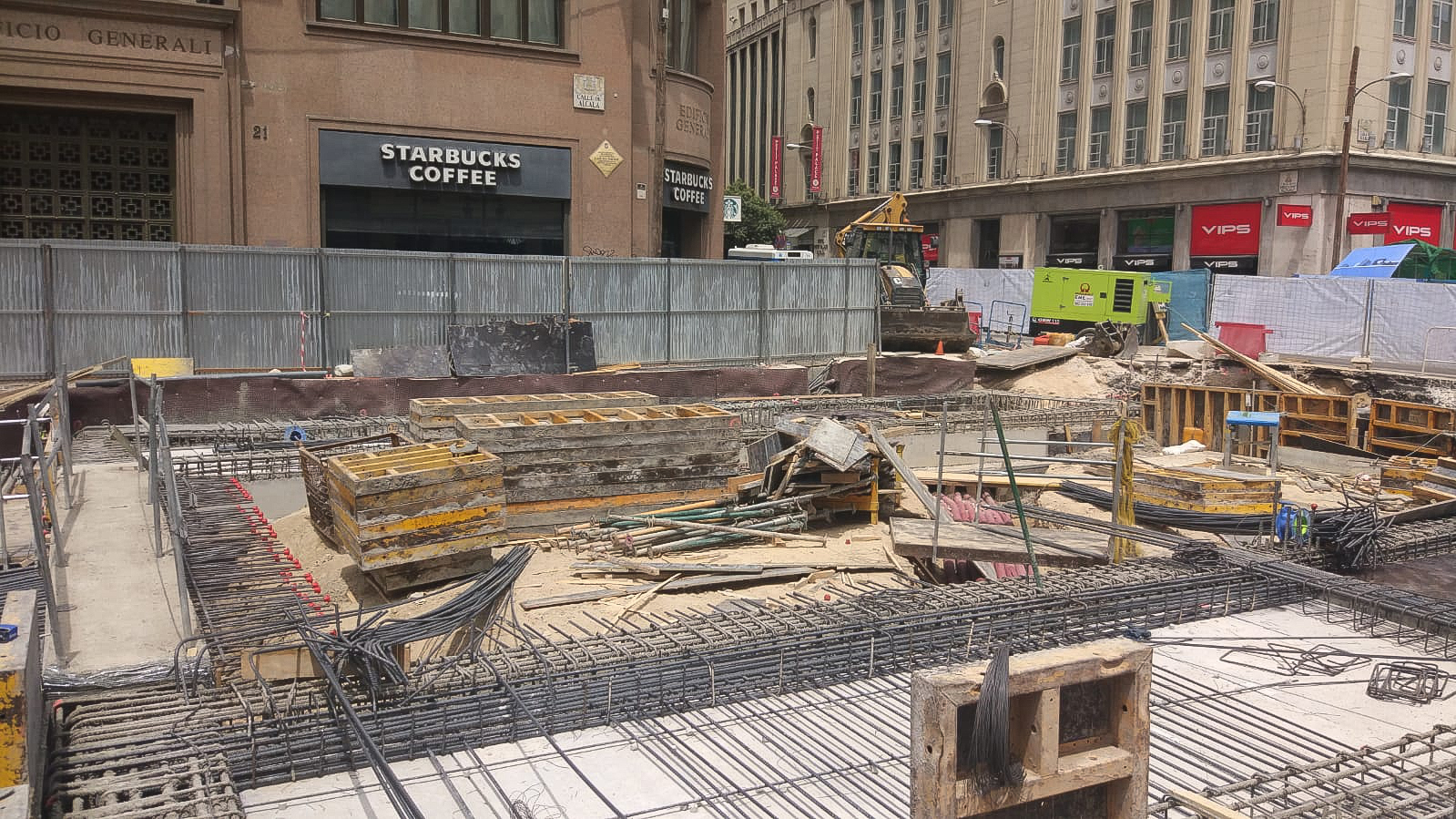
Obras de remodelación en 2018.

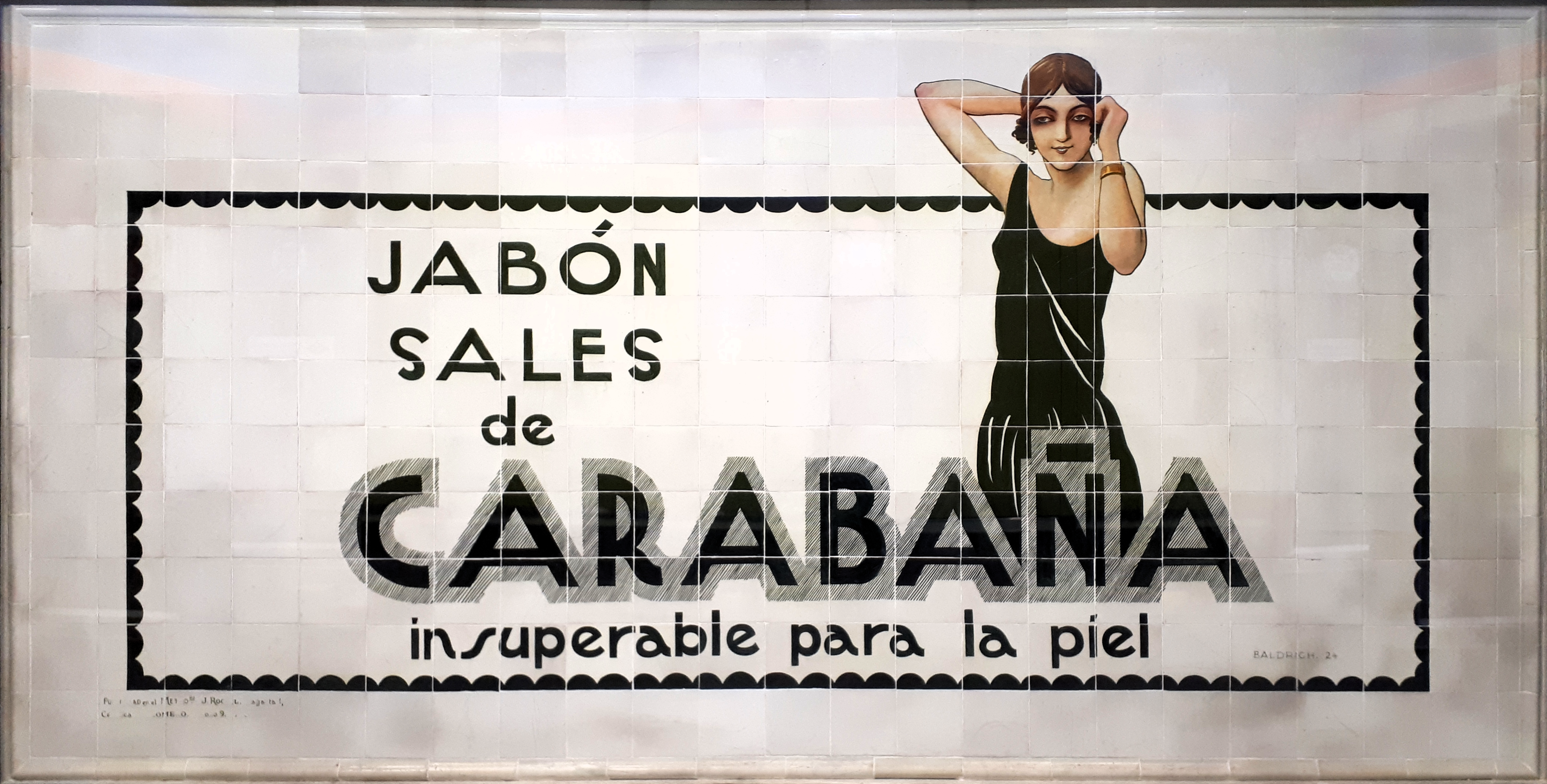
Cartel publicitario cerámico de 1924, año de inauguración de la estación de Sevilla, encontrado tras las obras de remodelación de 2018 y recuperado como decoración de la nueva estación.

Sevilla es una estación de la línea 2 del Metro de Madrid ubicada bajo la calle de Alcalá, a la altura del cruce con la calle de Sevilla, que da nombre a la estación.

## Historia
Abrió al público el 14 de junio de 1924 con el primer tramo de línea 2 (Sol-Ventas).
Permaneció cerrada desde el 23 de abril de 2018 hasta el 31 de mayo de 2019 para llevar a cabo una remodelación integral, y después por un corte en la línea. La reforma consistió en la modernización de la estación por completo, haciéndola accesible para todo el público. Para ello, se cambió la imagen del vestíbulo por uno más moderno, se cambiaron todas las bocas de acceso por una mucho más amplia, situada en la acera de impares de la calle Alcalá; y se instalaron tres ascensores. Además, se sustituyeron las barreras de peaje y se instalaron sistemas de protección contra incendios. La remodelación duró poco más de un año, terminando en mayo de 2019, aunque la estación no abrió hasta el 1 de junio de 2019 por una incidencia en la línea.

## Accesos
Vestíbulo Sevilla
- Alcalá C/ Alcalá, 23
- Ascensor C/ Alcalá, 21

## Líneas y conexiones

### Metro
| << cabecera | < estación      | línea | estación > | cabecera >>    |
| ----------- | --------------- | ----- | ---------- | -------------- |
| Las Rosas   | Banco de España |       | Sol        | Cuatro Caminos |

### Autobuses
| Diurnos   |                                               |                                                      |
| Línea     | Destino                                       | Parada                                               |
| 52        | Santamarca                                    | 1773 SEVILLA (Cabecera C/ Virgen de los Peligros, 2) |
| 53        | Arturo Soria                                  | 2004 LAS CORTES (Cabecera C/ Cedaceros, 11)          |
| 46        | Moncloa                                       | 2056 SEVILLA (Cabecera C/ Alcalá, 25)                |
| 9         | Hortaleza                                     | 2559 VIRGEN DE LOS PELIGROS-CABALLERO DE GRACIA      |
| 002       | Argüelles                                     | 2559 VIRGEN DE LOS PELIGROS-CABALLERO DE GRACIA      |
| 15        | La Elipa                                      | 2711 SOL-SEVILLA (Cabecera C/ Cedaceros-Los Madrazo) |
| 20        | Pavones                                       | 2711 SOL-SEVILLA (Cabecera C/ Cedaceros-Los Madrazo) |
| 5         | Solo descenso de viajeros sentido Sol/Sevilla | 3689 SEVILLA (C/ Alcalá, 35)                         |
| 15        | Solo descenso de viajeros sentido Sol/Sevilla | 3689 SEVILLA (C/ Alcalá, 35)                         |
| 20        | Solo descenso de viajeros sentido Sol/Sevilla | 3689 SEVILLA (C/ Alcalá, 35)                         |
| 53        | Solo descenso de viajeros sentido Sol/Sevilla | 3689 SEVILLA (C/ Alcalá, 35)                         |
| 150       | Solo descenso de viajeros sentido Sol/Sevilla | 3689 SEVILLA (C/ Alcalá, 35)                         |
| 002       | Puerta de Toledo                              | 3689 SEVILLA (C/ Alcalá, 35)                         |
| 51        | Plaza de Perú                                 | 3698 SEVILLA (Cabecera C/ Alcalá, 29-31)             |
| M3        | Puerta de Toledo                              | 4040 CANALEJAS (Cabecera)                            |
| M1        | Embajadores                                   | 5837 SEVILLA (Cabecera C/ Sevilla, 5)                |
| 5         | Chamartín                                     | 5907 SOL-SEVILLA (Cabecera C/ Cedaceros, 1)          |
| 150       | Virgen del Cortijo                            | 5907 SOL-SEVILLA (Cabecera C/ Cedaceros, 1)          |
| Nocturnos |                                               |                                                      |
| Línea     | Destino                                       | Parada                                               |
| N25       | Villa de Vallecas                             | 1049 CARRERA DE SAN JERÓNIMO-CEDACEROS               |